# Кримінально-процесуальні документи
Поняття «документ» означається діловий папір, який підтверджує право на що-небудь, або підтверджує певний юридичний факт, або слугує доказом будь-чого.
Кримінально-процесуальним документом можна вважати письмовий документ, складений на основі кримінально-процесуального закону правомочним на це суб'єктом у зв'язку із здійсненням будь-яких процесуальних актів (виконанням процесуальних дій або прийняттям рішень), в якому засобами письмової мови зафіксовано інформацію про хід та результати діяльності учасників кримінального процесу.
Процесуальні дії і рішення під час  кримінального провадження можуть викладатись як в традиційних письмових документах, так і  на технічних носіях інформації – в електронних документах. Сучасні електронні документи – це документи, інформація в яких викладена із застосуванням сучасних інформаційних технологій у вигляді електронних даних, включно з обов’язковими реквізитами документа та дотриманням технології захисту.
У  2021  році внесенням змін до КПК України запроваджено  Інформаційно-телекомунікаційну систему досудового розслідування, яка становить собою систему, що забезпечує створення, збирання, зберігання, пошук, оброблення і передачу матеріалів та інформації (відомостей) у кримінальному провадженні. Незважаючи на збільшення питомої ваги електронних документів, поширення застосування технічних засобів фіксації, загальні вимоги до складання ділових документів, напрацьовані десятиріччями, залишаються актуальними.
Процесуальний документ незмінно є найважливішим елементом процесуальної форми, яка покликана, по-перше, доводити до відома юридично значимі факти, закріплювати та засвідчувати отримані фактичні дані – докази, а тим самим сприяти встановленню об'єктивної істини, в силу чого в самій процесуальній формі законодавчо втілюється накопичений людством досвід пізнання істини; по-друге, слугувати засобом реалізації учасниками процесу своїх прав та обов'язків; по-третє, бути гарантією законності.

## Види та структура кримінально-процесуальних документів
До окремих видів кримінально-процесуальних документів відносяться: протоколи, постанови,  обвинувальні акти, ухвали, вироки, подання, підписки, зобов'язання, заяви, пояснення,  клопотання, повідомлення, повістки, позовні заяви, окремі доручення, вказівки, висновки експертів, довідки спеціалістів, заперечення, зауваження, скарги,  досудові доповіді органів пробації, журнали судових засідань, угоди  та ін.
За суб'єктами складання виділяють документи сідчого, детектива, дізнавача, прокурора,  потерпілого,  підозрюваного,захисника,  слідчого судді, суду та інших учасників кримінально-процесуальних правовідносин.
Торкаючись документів захисту, стверджується, що документи охоплюють всі стадії кримінального процесу, починаючи від укладення договору з клієнтом та закінчуючи виконанням вироку. Зокрема це скарги під час досудового розслідування на бездіяльність слідчого, прокурора щодо невнесення відомостей про кримінальне правопорушення до ЄРДР, неповернення тимчасово вилученого майна, нездійснення (відмову в здійсненні) інших процесуальних дій, клопотання про зупинення досудового розслідування, закриття  кримінального провадження, застосування заходів безпеки, зміну порядку досудового розслідування, документи з оскарження рішень слідчого судді та інші.
Кожний із  процесуальних документів має типову структуру: Вступна частина  – Описова частина – Заключна частина.

## Вимоги до кримінально-процесуальних документів
Усі кримінально-процесуальні документи мають відповідати певним загальним вимогам:
а) Законність складання документа - будь-який процесуальний документ має відповідати вимогам закону: складатися уповноваженою на те особою, за наявності передбачених законом підстав, виконуватися та засвідчуватися у відповідності з вимогами  закону; б) Об'єктивність - кожний документ має відповідати за своїм змістом фактичним обставинам, встановленим матеріалами справи, гуртуватися на встановлених фактах; в) Логічність;  г) Повнота; д) Ясність і точність мови та офіційно діловий стиль викладення.
Див: Офіційно-діловий стиль мовлення

## Див також
- Кримінальний процес
- Кримінальне судочинство
- Кримінально-процесуальне право
- Досудове розслідування
- Учасники кримінального провадження
- Засади кримінального провадження
- Слідчий
- Захисник (у кримінальному процесі)

| Портал «Право» |